# Mnesampela privata
Espèce
Mnesampela privata est une espèce de lépidoptères (papillons) de la famille des Geometridae que l'on trouve dans la plus grande partie de l'Australie.

## Description
Il a une envergure de 40 mm.

## Biologie
Sa chenille se nourrit sur les Eucalyptus aussi est-il considéré comme nuisible.

## Galerie

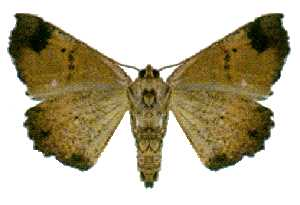